# Гуго I де Руси

Графство Руси на карте Франции XII века

Гуго I де Руси (фр. Hugues Ier de Roucy) по прозвищу Шоле (фр. Cholet, лат. Cauliculus, «листовая капуста» или «маленький кочан капусты», был прозван так из-за особенностей телосложения) (ок. 1095 — не ранее 1156) — граф Руси с 1103, сеньор Низи-ле-Конта и Севиньи. Прозвище Шоле присутствует в подписанных им документах: Ego Hugo Cauliculus comes Roceii.

## Биография
Сын Эбля II де Руси и Сибиллы де Отвиль, дочери Роберта Гвискара.
Около 1129 года передал виконтство Триньи (Trigny) в лен некоему Ленульфу. Сын последнего Эбль, нуждаясь в средствах для участия в крестовом походе, в 1147 году продал виконтство аббатству Сен-Тьерри.
В 1147 году Гуго I де Руси стал одним из основателей аббатства Вальруа, существовавшего до 1791 года.
Первым браком был женат на Авелине, происхождение которой не выяснено. Согласно генеалогическим сайтам — дочь Нивелона II де Пьерфона (Nivelon II de Pierrefonds). Она прижизненно упоминается в единственном документе, который датирован 1117 годом.
В этом браке родилась дочь:
- Ада де Руси (ок. 1117 − 1172), жена Готье II, сеньора де Шатильон-сюр-Марн.

Овдовев, Гуго I женился на Рихильде Штауфен, дочери швабского герцога Фридриха Штауфена, сестре Конрада Штауфена, который в 1138 году стал германским императором. Дети:
- Гискар де Руси — назван в честь деда по матери (ум. 1180/81) — граф де Руси;
- Рауль де Руси (ум. 1196) — граф де Руси;
- Жан (ум. 1200), — граф де Руси;
- Эбль, упом. 1154;
- Гуго, родоначальник сеньоров де Тони;
- Клеманс де Руси, муж — Гермон де Шатильон, сеньор де Севиньи;
- Авуа де Руси, вероятно, умерла в молодом возрасте;
- Сибилла де Руси, упом. 1154;
- Сара, муж — Ги де Супир.